# Bellaria Igea Marina
Bellaria Igea Marina (Belèria Igéa in romagnolo) è un comune italiano di  abitanti della provincia di Rimini in Emilia-Romagna.

## Geografia fisica

### Territorio
L'abitato si sviluppa lungo la riviera romagnola, presso la foce nel mare Adriatico del fiume Uso. Il capoluogo comunale Bellaria, situato a 14 km a nord-ovest di Rimini, si trova lungo la sponda sinistra dell'Uso.
Il territorio comunale occupa una superficie di 18,17 km² e confina a nord-est con il mare Adriatico, a sud con Rimini e ad ovest con San Mauro Pascoli.

### Clima
È situata all'estremità meridionale della Pianura Padana e risente, seppur marginalmente, del suo clima: affacciandosi sull'alto Adriatico, la località è tra il clima mediterraneo e il continentale temperato. Se le estati sono molto calde ma costantemente ventilate e poco piovose, gli inverni hanno invece caratteristiche prettamente padane. Le precipitazioni si concentrano principalmente in primavera e autunno. L'inverno è alquanto freddo poiché esposto alle rigide correnti balcaniche e in alcuni casi siberiane che portano neve e gelo, specialmente in presenza del vento buran.

## Storia
Il toponimo Bellaria compare per la prima volta in un documento del 1359, come nome di una fattoria fortificata che si trovava vicino alla chiesa di Santa Margherita, presso la foce del fiume Uso. Nel 1382, posseduta dai Malatesta, vi soggiornò a forza Luigi I d'Angiò, venuto in Italia con un forte esercito francese alla conquista del regno di Napoli:
… A dì XVIII d'agosto venne il duca (Luigi) e sua gente ad albergo a Bellaire e lì bruciò e guastò ciò ch'era fuori de la fortezza […] e ciò avvenne perché misser Galaotto de' Malatesti non volle dargli punto di vittovaglia per tutte le sue terre.
Che nel Basso Medioevo si trattasse, come concordano le fonti, di una fortezza o comunque di un luogo fortificato spiegherebbe il toponimo Bellaria (in latino "cose atte all'uso bellico"); possiamo supporre che i Malatesta vi tenessero un deposito di armamenti e attrezzature da guerra. Nel 1412 vi fu ospite il papa Gregorio XII durante il Grande scisma d'Occidente.

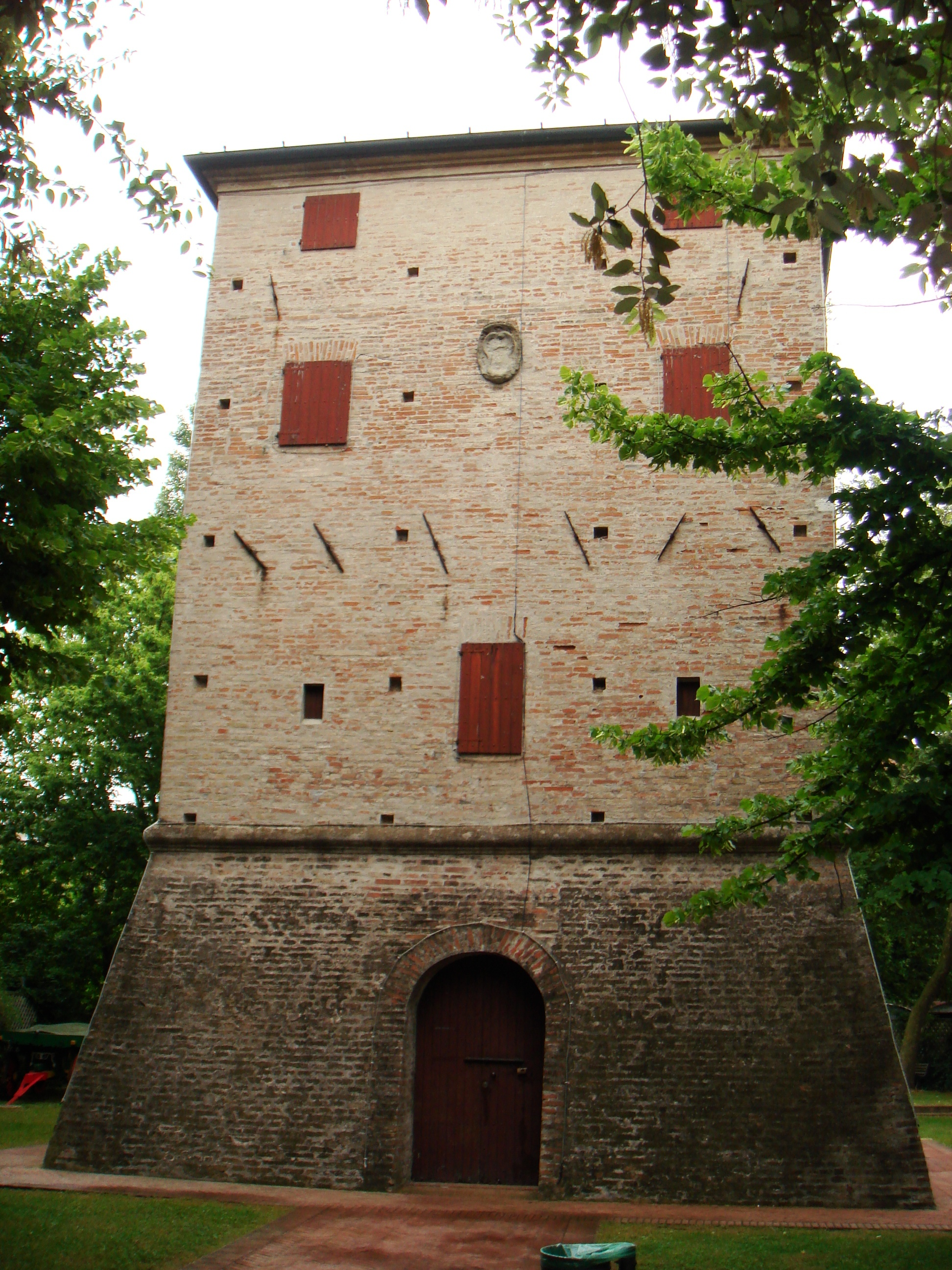
La Torre saracena di Bellaria

La località passò in diverse mani, fra cui appunto quelle dei Malatesta: attualmente ne rimane solamente il ricordo nel toponimo popolare del luogo e Castèl. Per ordine delle autorità pontificie, tra il 1673 e il 1697 venne eretta una torre di avvistamento per far fronte alle sempre più frequenti e minacciose incursioni costiere della pirateria barbaresca, la Torre saracena, poco oltre l'Uso.
Alla fine del XIX secolo si estendeva sulla sinistra della foce dell'Uso una borgata di case di pescatori, che ricoveravano le proprie barche nel fiume. Agli inizi del '900 Vittorio Belli, medico e umanista riminese, vagheggiò la fondazione di un'accademia e luogo di residenza artistica, dove uomini illustri avrebbero potuto stabilirsi e creare nuove opere. Scelse un terreno di sua proprietà tra il torrente Uso e la vicina Torre della Pedreira: beneficiava dell'aria salubre del mare ed era protetto alle spalle dalla pineta. La sua proprietà fu attraversata da un viale parallelo al mare intitolato a Tibullo, seguito da strade perpendicolari dedicate a Giovenale, Marziale, Terenzio, Perseo ed altri personaggi della Roma classica. La battezzò Igea, dea dell'igiene figlia di Asclepio. Nessuno l'aiutò a concretizzare il progetto, ma il nome Igea rimase. "Marina" le fu associato quando nella zona meridionale si installarono le prime colonie estive per i bambini.
Il comune fu istituito nel 1956 per scorporo di tre frazioni del comune di Rimini: Bellaria, Igea Marina e Bordonchio.

### Simboli
Lo stemma e il gonfalone sono stati concessi con DPR del 18 novembre 1959.
Il gonfalone è un drappo partito di bianco e di azzurro.

## Monumenti e luoghi d'interesse
- Casa Rossa, dimora estiva dello scrittore Alfredo Panzini aperta al pubblico e sede dell'"Accademia Panziniana"
- Torre saracena, eretta nel XVII secolo dai pescatori; all'interno ospita una raccolta malacologica e di carta moneta
- Parco del Gelso, vasto polmone verde, intorno all'omonimo lago, raggiunge a sud il centro di Igea Marina
- Parco Pavese, ubicato più a sud, in un'area attigua alla spiaggia libera
- Castello Benelli, eretto per volere del conte Pietro Spina, nelle campagne di Bordonchio

Lungo il fiume Uso è stata realizzata, in occasione della risistemazione degli argini, una pista ciclo-pedonale della lunghezza di circa 6 km, che arriva verso l'interno sino a San Mauro Pascoli. Lungo il percorso sono presenti aree attrezzate per la sosta. Lungo il corso dell'Uso, in prossimità di Bellaria, sono presenti alcuni esemplari di querce e piccoli boschi a prevalenza di pioppi bianchi e neri, di salici e di pini mediterranei, ma si incontrano anche alberi da frutto e piante esotiche. Verso Igea Marina i percorsi attraversano inizialmente fitti canneti per poi proseguire in un paesaggio solcato da canali. La fauna presenta diverse specie di volatili comuni, ma non è raro incontrare anche l'airone cinerino o il martin pescatore, che nidifica nella zona. Vi si trova anche il rospo smeraldino.
Tra i luoghi di interesse dislocati lungo il percorso sono "Villa Torlonia" e la chiesa di Santa Margherita, del XVIII secolo, l'ex abbazia Donegallia e il castello Benelli entrambi risalenti al XIII secolo, e la recente "Fornace di Bellaria".

## Società

### Evoluzione demografica
Abitanti censiti

Dall'anno di istituzione del comune la popolazione ha subìto un netto incremento. Alle famiglie occupate nelle attività legate alla marineria e al turismo si sono aggiunti cittadini provenienti da altre regioni italiane ed extracomunitari che hanno trovato lavoro nell'edilizia.
La maggior parte delle attività commerciali si trova nella parte nord del comune, oltre il fiume Uso, mentre la parte sud, eccetto la zona litoranea costituita da alberghi  ed ex colonie, con i quartieri del Belverde e Bordonchio, ospita nuovi complessi residenziali.

### Etnie e minoranze straniere
Al 31 dicembre 2023 i residenti stranieri erano 2251, pari all'11,86% della popolazione.

### Tradizioni e folclore
Il "Palio dei Saraceni" è una manifestazione storica in costumi d'epoca: vi si rappresenta lo sbarco di oltre trecento personaggi da dieci imbarcazioni storiche sul porto canale (lato Bellaria). Il corteo si snoda quindi lungo le principali vie cittadine, con spettacoli di combattimento delle "compagnie d'armi" e accompagnato da musiche orientali suonate da gruppi di musicisti, fino ad arrivare alla Borgata Vecchia, trasformata in un piccolo paese arabo. La manifestazione si conclude con il "palio del Saraceno", un combattimento su una trave sospesa in aria.

## Cultura

### Eventi
Dal 1983 si svolge il Bellaria Film Festival, manifestazione dedicata al cinema indipendente italiano.
Dal 1998, con cadenza annuale e nella seconda metà di maggio, il locale Centro Congressi ospita lo Starcon, un convegno di fantascienza che ospita lo Sticcon dedicato al media franchise Star Trek e organizzato dallo Star Trek Italian Club, a cui negli anni si è affiancata la Italcon, convention degli scrittori di fantascienza che assegna il Premio Italia. Si svolgono incontri con attori, registi e sceneggiatori del genere fantastico, e conferenze scientifiche e letterarie dedicate ad astronomia e fantascienza.

## Economia

### Pesca

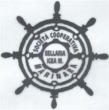
Logo della Società Cooperativa Marina di Bellaria - Igea Marina

È attiva la tradizionale attività peschereccia di Bellaria: il porto fluviale, pur migliorato non consente tuttavia l'approdo di imbarcazioni di grandi dimensioni. Il settore occupa circa 100 addetti, riuniti nella Società cooperativa Marinara, mentre altri 20 addetti circa non sono associati. Vengono praticate: la pesca a strascico, la pesca delle vongole la pesca da posta con reti a tramagli, la pesca con i "cugulli" o "bertovelli" per la cattura delle seppie e con i cestelli per le lumache di mare. Viene praticato anche l'allevamento di mitili in mare aperto a circa 3 miglia dalla costa. La maggior parte del prodotto viene oggi commercializzato attraverso la grande distribuzione, ma è recentissima la costruzione del mercato ittico all'ingrosso e se ne attende l'apertura.

### Turismo
Il turismo balneare è favorito dai 7 km di spiaggia e dal mare poco profondo in prossimità della spiaggia, con numerosi stabilimenti balneari. Fra le diverse strutture ricettive per una ventina di anni vi è stato anche un parco acquatico, l'Aquabell, chiuso dal 2008.

Spiaggia di Bellaria Igea Marina fuori stagione

### Artigianato
Per quanto riguarda l'artigianato, Bellaria Igea Marina è rinomata soprattutto per la produzione di ceramiche.

## Infrastrutture e trasporti

### Strade
Bellaria Igea Marina è attraversata parallelamente alla costa dalla statale Adriatica, ricostruita in variante con caratteristiche di superstrada. Sull'autostrada A14 è presente il casello Rimini Nord - Bellaria - Santarcangelo.

### Ferrovie

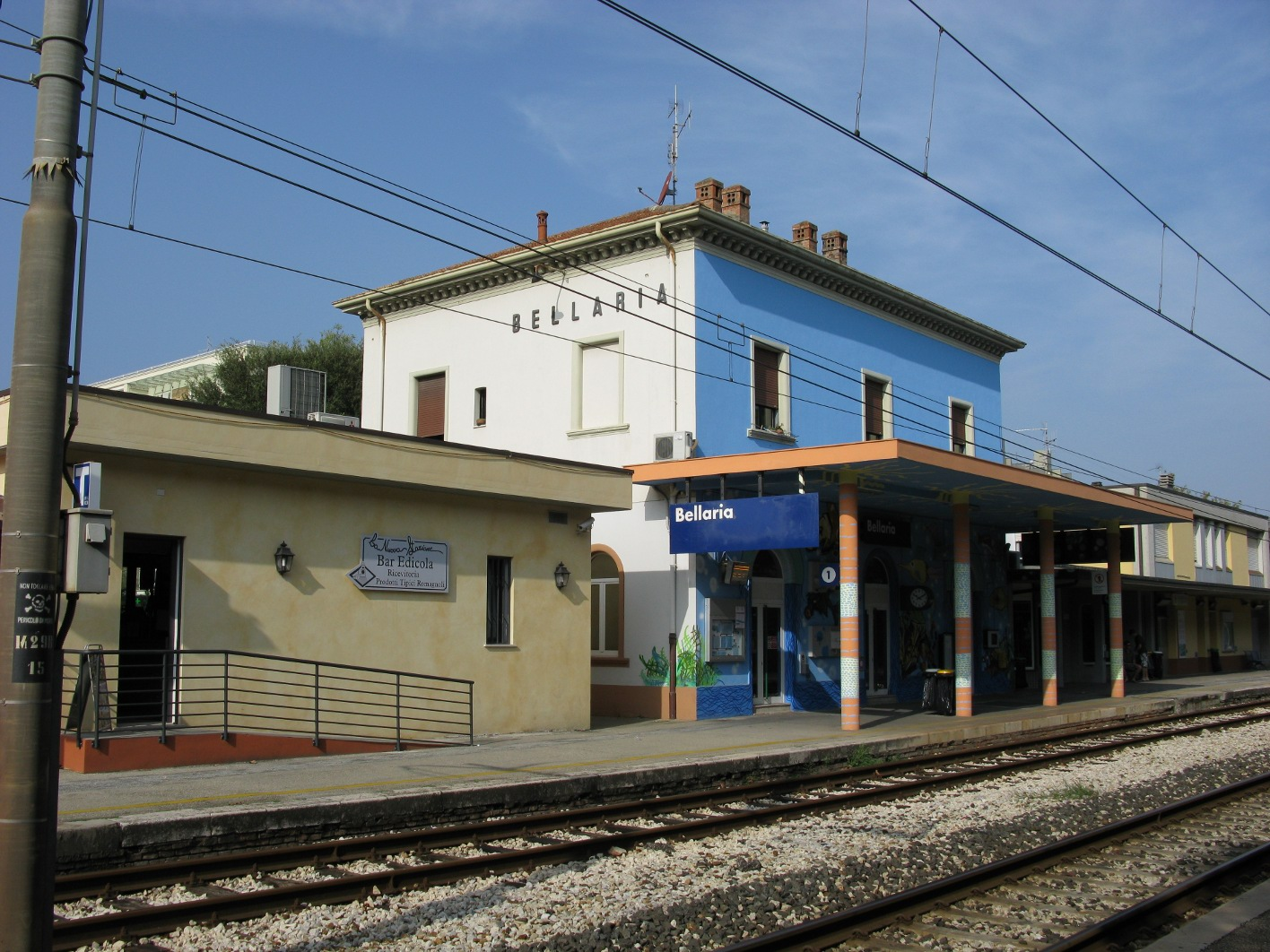
La stazione di Bellaria prima degli interventi di potenziamento infrastrutturale del 2013

Il territorio comunale è servito dalla stazione di Bellaria e dalla stazione di Igea Marina, poste sulla ferrovia Ferrara-Rimini e servite da treni regionali Trenitalia Tper.

### Mobilità urbana
I trasporti interurbani di Bellaria Igea Marina vengono svolti con autoservizi di linea gestiti da Start Romagna.

## Amministrazione
| Periodo | Periodo   | Primo cittadino    | Partito                       | Carica  | Note       |
| ------- | --------- | ------------------ | ----------------------------- | ------- | ---------- |
| 1956    | 1960      | Nino Vasini        | Partito Comunista Italiano    | Sindaco |            |
| 1960    | 1965      | Nino Vasini        | Partito Comunista Italiano    | Sindaco | II Mandato |
| 1965    | 1970      | Odo Fantini        | Partito Comunista Italiano    | Sindaco |            |
| 1970    | 1975      | Odo Fantini        | Partito Comunista Italiano    | Sindaco | II Mandato |
| 1975    | 1980      | Aldo Vasini        | Partito Socialista Italiano   | Sindaco |            |
| 1980    | 1985      | Pietro Baldassarri | Partito Socialista Italiano   | Sindaco |            |
| 1985    | 1990      | Ferdinando Fabbri  | Partito Comunista Italiano    | Sindaco |            |
| 1990    | 1995      | Ferdinando Fabbri  | Partito Comunista Italiano    | Sindaco | II Mandato |
| 1995    | 1999      | Italo Lazzarini    | lista civica                  | Sindaco |            |
| 1999    | 2004      | Gianni Scenna      | lista civica centro-sinistra  | Sindaco |            |
| 2004    | 2009      | Gianni Scenna      | lista civica                  | Sindaco | II Mandato |
| 2009    | 2014      | Enzo Ceccarelli    | lista civica centro-destra    | Sindaco |            |
| 2014    | 2019      | Enzo Ceccarelli    | lista civica centro-destra    | Sindaco | II Mandato |
| 2019    | 2024      | Filippo Giorgetti  | liste civiche + centro-destra | Sindaco |            |
| 2024    | In Carica | Filippo Giorgetti  | liste civiche + centro-destra | Sindaco | II Mandato |

## Sport
La principale squadra di calcio della città è l'Associazione Calcio Bellaria Igea Marina.
Nel corso del Giro d'Italia 1960 venne disputata una breve frazione a cronometro individuale con partenza a Igea Marina e arrivo a Bellaria vinta da Miguel Poblet.
Il Giro ha fatto nuovamente tappa a Bellaria nel 1987 con l'arrivo della dodicesima tappa vinta da Guido Bontempi.
Ha sede nel comune un "Palazzetto dello Sport" polivalente.